# Mariensäule (Apfeltrach)

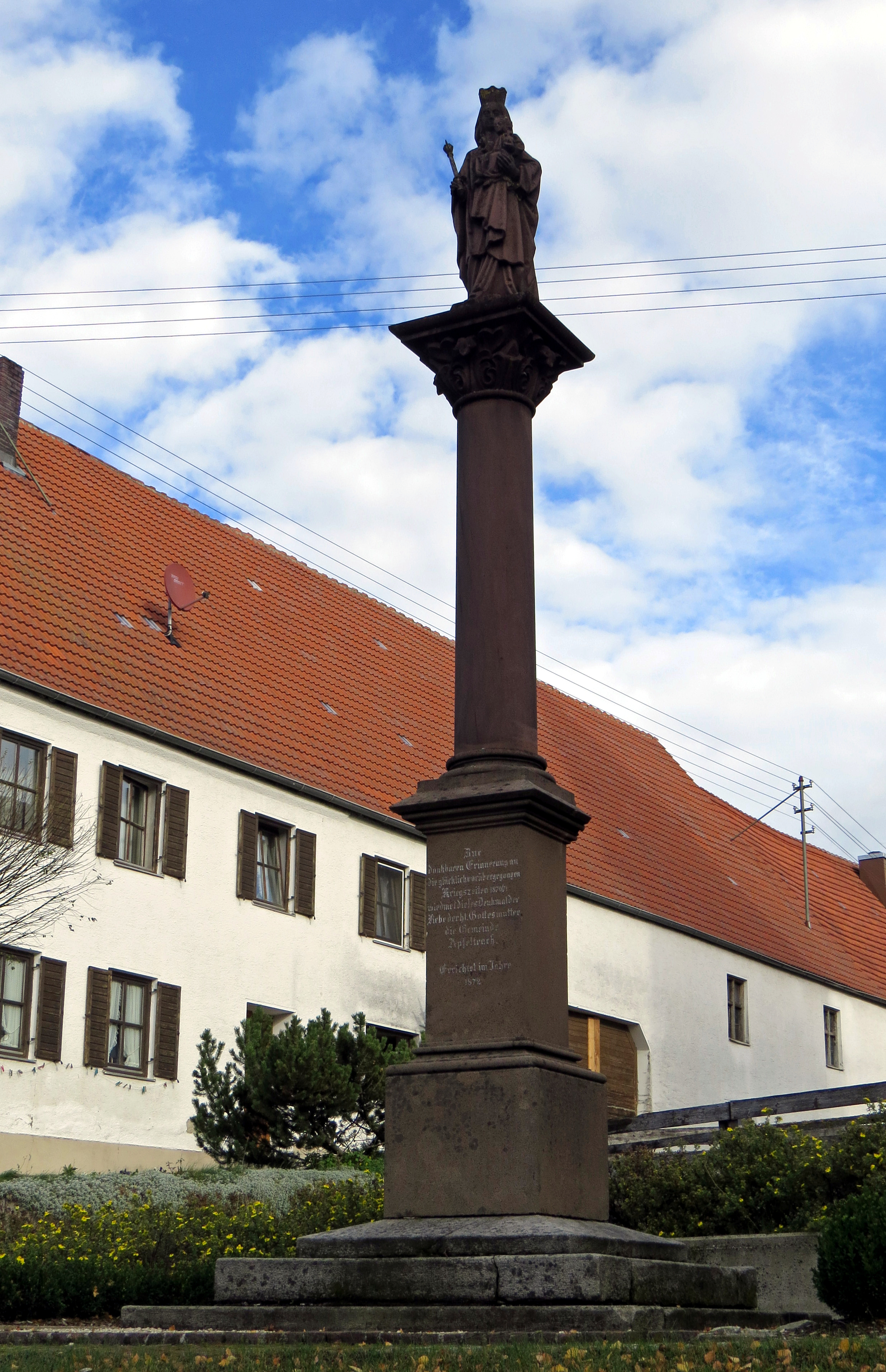
Mariensäule in Apfeltrach

Die Mariensäule in Apfeltrach, einer Gemeinde im Landkreis Unterallgäu in Bayern, befindet sich nördlich der Kirche St. Bartholomäus. Die unter Denkmalschutz stehende Mariensäule wurde aus rotem Marmor gefertigt. 10 Jahre vorher, 1862, wurde an dieser Stelle bereits eine Mariensäule aus Holz errichtet. Am Sockel der Mariensäule ist eine Inschrift angebracht.

„In danbarer Erinnerung an die glücklich vorübergegangenen Kriegszeiten 1870/71 wiedmet dieses Denkmal der Liebe der hl. Gottesmutter die Gemeinde Apfeltrach. / Errichtet im Jahre 1872“